# Kris Vanderheyden
Kris Vanderheyden (Halle, 24 juli 1971), bekend onder zijn artiestennaam Insider, is een Belgische techno- en elektronische muziekproducent met Franse roots. Vanderheyden is een van de pioniers van de Belgische techno-, elektronische en dansmuziekscene.

## Biografie
Kris Vanderheyden is de ontwerper van vele projecten door de jaren heen, waaronder Insider. 
Hij werkte ook met C.J. Bolland aan zijn album The Analogue Theatre en twee nummers van dat album, Sugar is sweeter en Prophet, bereikten plaats 11 en 19 op de UK Singles Chart. 
In 2017 werkte Vanderheyden met Blondie en de remix van het nummer Fun verscheen op single. In 2021 speelde hij tijdens de coronacrisis livesets via "Ignightlife" samen met andere dj's om in contact te blijven met fans. In 2022 leverde hij een deel van de soundtrack voor de film Zillion, over de club waar hij zelf nog gedraaid heeft.

## Discografie
| Project                   | Titel                   | Label                     | Jaar | Hoogste notering |
| ------------------------- | ----------------------- | ------------------------- | ---- | ---------------- |
| Insider                   | Destiny                 | Music Man Records         | 1991 |                  |
| Insider                   | D.R.E.A.M.S             | Music Man Records         | 1992 |                  |
| Insider                   | Enter The Electra World | Steel Wheel               | 1995 |                  |
| Dr. Jones & The Assistant | The Tripomatic EP       | Onesider                  | 1995 |                  |
| C.J. Bolland              | Sugar is sweeter        | London Records            | 1996 | UK #11           |
| C.J. Bolland              | Prophet                 | London Records            | 1997 | UK #19           |
| C.J. Bolland              | The Analogue Theatre    | London Records            | 1996 | UK #43           |
| Tyrome                    | Monkey - Way            | Bonzai Trance Progressive | 1997 |                  |
| Tyrome                    | Electric Vodoo          | Bonzai Trance Progressive | 1998 |                  |
| Insider                   | Boots on the Run        | Bonzai Records            | 1998 |                  |
| Insider                   | Estoril                 | Clockwork Recordings      | 1999 |                  |
| Tyrome                    | Evolutn                 | Dance Opera               | 1999 |                  |
| Insider                   | Trial Bells             | Bonzai Records            | 1999 |                  |
| Punk City                 | Mission                 | ARS Productions           | 2001 |                  |
| Tyrome                    | Bad Magic               | Amendo                    | 2002 |                  |
| Quick Reverse             | God's Reason            | Bonzai Records            | 2016 |                  |
| Blondie                   | Fun (Remixes)           | BMG                       | 2017 | US #1 UK #2      |